# Viola Lane-Fox
Violet Ida Eveline Lane-Fox, XVI baronessa Darcy de Knayth e contessa di Powis (Wellesbourne, 1º giugno 1865 – 29 aprile 1929), è stata una nobildonna inglese.

## Biografia
Era la figlia di Sackville Lane-Fox, XII barone Conyers, e di sua moglie, Mary Curteis. I suoi nonni paterni erano Sackville Walter Lane-Fox e Lady Charlotte Osborne, figlia di George Osborne, VI duca di Leeds.

## Matrimonio
Sposò, il 21 agosto 1890 a Londra, George Herbert, che successe allo zio come conte di Powis sei mesi dopo. Ebbero tre figli:
- Percy Robert Herbert, visconte Clive (2 dicembre 1892-13 ottobre 1916)[2];
- Lady Hermione Gwladys Herbert (17 settembre 1900-25 maggio 1995), sposò Roberto Lucchesi-Palli, XI duca della Grazia, ebbero una figlia[2];
- Mervyn Herbert, XVII Lord Darcy de Knayth (7 maggio 1904-1943)[2].

Lady Powis convinse il marito ad affidargli l'intera gestione dei giardini a Powis Castle a lei nel 1911. Nel corso dei successivi 18 anni, ha ricreato in modo efficace i giardini portandogli alla fama internazionale ancora oggi.

## Baronia di Darcy de Knayth
Nel 1888, alla morte del padre le baronie di Darcy de Knayth e Conyers caddero in sospeso tra le sue due figlie. L'8 giugno 1892, sua sorella ricevette la Baronia di Conyers. Undici anni più tardi, il 29 settembre 1903, la Camera dei lord gli concesse la baronia di Darcy de Knayth.

## Morte
Lady Powis morì il 29 aprile 1929, in un incidente stradale, e fu sepolto nella Christ Church, a Welshpool.